# Samuel Opoku Nti
Pour les articles homonymes, voir Opoku.
Samuel Opoku Nti (né le 23 janvier 1961 à Kumasi au Ghana) est un footballeur ghanéen. Surnommé « Zico », il jouait au poste de milieu de terrain.
Après avoir débuté à l'Asante Kotoko, il a fait l'essentiel de sa carrière dans le championnat suisse.
Opoku Nti a remporté la Coupe d'Afrique des Nations 1982 avec les Black Stars (l'équipe du Ghana de football). Il a terminé deuxième du Ballon d'or africain en 1983.

## Clubs
- 1983-1985 :  Asante Kotoko
- 1985-1986 :  Servette FC
- 1986-1989 :  FC Aarau
- 1989-1990 :  FC Baden